# باشگاه فوتبال آان‌اس پیوانی باکو
باشگاه فوتبال آان‌اس پیوانی باکو (به لاتین: ANS Pivani Bakı FK) یک باشگاه و تیم فوتبال پیشین در جمهوری آذربایجان است که در شهر باکو فعالیت داشت.